# NSTニュース3:57
『NSTニュース3:57』（エヌエスティーニュース3:57）は、2003年10月から2009年3月27日まで新潟総合テレビで放送されていたニュース番組である。ハイビジョン制作。天気予報の部分のみステレオ放送。

## 放送時間
- 月曜日 - 金曜日 15:57 - 16:00 （実質的な放送時間は15:57.30からの2分間）

## 番組の変遷
これ以前のタイトルは不明。
- FNN・NSTニュース3:50 （1997年4月 - 1999年3月） - 前半が全国ニュース、後半がNSTからのニュース。
- NSTニュース3:55 （1999年4月 - 2003年10月）
- NSTニュース3:57 （2003年10月 - 2009年3月27日） - 放送時間はこれ以前よりも2分短くなった。

## 番組内容
ここでは、2003年10月からの『NSTニュース3:57』について述べる。
始めに、番組オリジナルのオープニング・ジングル音楽が流れ、直ぐにニュースに入り、1項目だけをビデオによる取材映像等を入れて伝え、その後、その日の『NSTスーパーニュース』の主な項目を伝えて、それからその日の夜の天気、明日の天気、新潟県の1週間の週間天気を伝えて終わる。

## スタジオ
報道フロアから放送。ガラスにNSTのロゴが入っていた。

## キャスター
主にNSTの女性アナウンサーが交代でキャスターを務めていた。男性アナウンサーが務める時もあった。

## スポンサー
基本的にスポンサー無し。

## 備考
- 20時54分頃の『NSTニュース』とは違い、天気予報は番組に内包されていた。
- 1991年10月1日にNSTの放送センターが当時の新潟市上所島の本社に統合されてからは、天気予報の部分のみステレオ放送となっている。この時点から、平日夕方6時代のローカル・ニュース内の天気予報を除き、NSTのローカル天気予報は同社のローカル・ニュース内の部分を含めてほぼ全部ステレオ放送となっている。
- NSTが地上デジタルのサイマル試験放送を始めた2006年2月27日から、この番組は、ハイビジョン制作となっている。なお、実際には、NSTが現在の八千代の新社屋に移転した2004年10月20日から、カメラ、副調整卓（サブ）およびVTRともにハイビジョン用の機器を使用しているため、実質的にはこの日からハイビジョン制作となっている。